# Aleksandra Gryka
Aleksandra Gryka (ur. 17 maja 1977 w Warszawie) – polska kompozytorka.

## Życiorys
Urodziła się 17 maja 1977 roku w Warszawie. Uczyła się gry na fortepianie od szóstego roku życia. Jest absolwentką Państwowej Średniej Szkoły Muzycznej II stopnia im. Fryderyka Chopina (1997), w której otrzymała nagrody za improwizację oraz za działalność koncertową. W 2003 roku ukończyła z wyróżnieniem kompozycję pod kierunkiem Krystyny Moszumańskiej-Nazar i kompozycję komputerową u Magdaleny Długosz w Akademii Muzycznej w Krakowie. W trakcie studiów wzięła także udział w kursach kompozytorskich w Krakowie, Helsinkach, Buckow i Reichenau.
Jej twórczość cechuje bezkompromisowość i eksperyment. Choć struktura jej dzieł wywodzi się modernistycznych tradycji, najważniejsza jest dla niej nieszablonowość i barwa. Pisze utwory na instrumenty, choć eksploruje również elektronikę. Inspirację czerpie z różnorodnych źródeł, m.in. z twórczości Iannisa Xenakisa, Fryderyka Chopina, czy Gérarda Griseya. Bliski jest jej spektralizm i sonoryzm.
Jej kompozycje wykonywano m.in. w Niemczech, Francji, Wielkiej Brytanii, Włoszech i w Stanach Zjednoczonych. Jej utwory można było usłyszeć podczas festiwali Warszawska Jesień (2003: prawykonanie Interialcell), Sacrum Profanum oraz Juilliard Focus! festival. Twórczość Gryki pojawiła się repertuarze m.in. an_ARCHE new music ensemble i Kwadrofonik. W 2005 roku zaczęła komponować muzykę do spektakli teatralnych. W 2006 roku w Teatrze Wielkim – Operze Narodowej wystawiono futurystyczny balet Alpha Kryonia xe choreografa Jacka Przybyłowicza, do którego Gryka skomponowała muzykę. Dzieło powstało z inspiracji twórczością Stanisława Lema.

## Twórczość
- 1999: For D. na fortepian
- 2000: LIEN-AL na wiolonczelę, klawesyn i akordeon
- 2000: High3bbingNor. na orkiestrę symfoniczną
- 2000: Interioryzacion na komputer
- 2001: OXYGEN nr.369,1 na taśmę i fortepian
- 2001: NonStopping center na klawesyn solo
- 2001: (1”)exists as…(-1”) na flet, akordeon, fortepian, trzy perkusje i wiolonczelę
- 2002: Project ien na taśmę, video i tancerkę
- 2002: JaIchIJe na kwartet smyczkowy i marimbę
- 2003: Interialcell na zespół instrumentalny
- 2003: Alpha Kryonia XE balet
- 2004: eSU na taśmę i elementy wideo
- 2004: konstrunity 0100 na 12 głosów
- 2004–2005: Tii na sopran i zespół instrumentalny z projektu opera saga Komander Kobayashi
- 2005: ambeoidal MTOCSs na klarnet, marimbę, fortepian, skrzypce, taśmę i video
- 2006: NTvacou na recorder kontrabasowy, klawesyn, skrzypce i wiolonczelę
- 2006: SCREAM YOU, opera z projektu Kommander Kobayashi II
- 2006: Youmec na klawesyn i taśmę
- 2007: {FFO.NO.}e na wiolonczelę
- 2007: BAe 146 OY-CRG.Sylar na zespół instrumentalny
- 2008: NEI na skrzypce, taśmę i video
- 2008: SCREEM QUEEN opera, powstała we współpracy z NOVOFLOT
- 2009: t.Aamiper na orkiestrę, trąbkę solo i elektronikę
- 2009: The LighetM na kwartet smyczkowy
- 2010: Erschöpfung opera we współpracy z NOVOFLOT
- 2011: Glück opera we współpracy z NOVOFLOT
- 2011: einerjedeneither na orkiestrę
- 2012: observerobserver na recorder peatzold kontrabasowy, flet kontrabasowy, elektronikę i video
- 2012: 10,12,13,-31 na kwartet smyczkowy
- 2013: das Schloss opera we współpracy z NOVOFLOT
- 2013: Der Sieg Uber die Sonne opera we współpracy z NOVOFLOT
- 2013: A.CELLfalserator na dwa fortepiany
- 2014: W.ALTER’s(Z) na mezzosopran, dwóch pianistów, dwóch perkusistów i elektronikę[2]
- 2015: |H_He| na chór[4]

## Nagrody i nominacje
- 2000: I nagroda na Konkursie Kompozytorskim EuroArtMeeting we Wrocławiu za utwór High3bbingNor[2][4]
- 2003, 2006: nominacja do Paszportu „Polityki”[2][4]
- 2004: nagroda fundacji Christoph und Stephan Kaske-Stiftung za twórczość elektroakustyczną[2]
- 2006: nominacja do Nagrody TVP Kultura[2]
- 2009: nominacja do Nagrody Mediów Publicznych „Cogito”[2]
- 2012: nagroda za muzykę do przedstawienia Trash Story na XII Ogólnopolskim Festiwalu Dramaturgii Współczesnej „Rzeczywistość Przedstawiona” w Zabrzu[2]